# Kapūgaz
Kapūgaz (persiska: کپوگز, Kafūzak) är en bondby i Iran.   Den ligger i provinsen Khorasan, i den östra delen av landet, 800 km öster om huvudstaden Teheran. Kapūgaz ligger 1 931 meter över havet och antalet invånare är 120.
Terrängen runt Kapūgaz är platt åt nordost, men åt sydväst är den kuperad. Terrängen runt Kapūgaz sluttar österut. Runt Kapūgaz är det glesbefolkat, med 12 invånare per kvadratkilometer. Närmaste större samhälle är Sarbīsheh, 17,4 km öster om Kapūgaz. Trakten runt Kapūgaz är ofruktbar med lite eller ingen växtlighet.